# Corybas aconitiflorus
Corybas aconitiflorus är en orkidéart som beskrevs av Richard Anthony Salisbury. Corybas aconitiflorus ingår i släktet Corybas, och familjen orkidéer. Inga underarter finns listade i Catalogue of Life.